# Claudio Álvarez
Claudio Andrés Álvarez González (Viña del Mar, Chile, 19 de abril de 1967-) es un exfutbolista chileno que jugaba de delantero y que militó en diversos clubes de Chile y Suiza, único país donde jugó en el extranjero.
Es hijo de Juan Álvarez, jugador histórico de Santiago Wanderers.

## Trayectoria
Nacido en Viña del Mar, realizó sus divisiones inferiores en Santiago Wanderers. Debutó profesionalmente durante la campaña del equipo caturro en la Segunda División de 1985, para luego jugar cedido en Tercera División defendiendo los colores de Defensor Casablanca y Ferroviarios.
En la Primera División chilena jugó para Unión Española, Cobresal, Deportes La Serena y Provincial Osorno. Además, formó parte del plantel de Deportes Antofagasta durante la Copa Chile 1993.
En la Primera B, también defendió los colores de Unión San Felipe, Deportes Puerto Montt y Unión Santa Cruz. Con Santiago Wanderers logró tres ascensos, en 1985, 1989 y 1995, el último como campeón de la categoría.
Durante 1991 tuvo un paso por el FC Baden suizo, donde coincidió con sus compatriotas Eduardo Soto y Ramón Pérez.
Luego de su retiro del fútbol profesional, ha trabajado como entrenador en escuelas de fútbol para niños en un proyecto municipal llamado Casa del Deporte junto a exfutbolistas como Luis Alberto Lufi y Juan Carlos Ceballos.

## Clubes
| Club                           | País  | Año       |
| ------------------------------ | ----- | --------- |
| Santiago Wanderers             | Chile | 1985-1990 |
| → Defensor Casablanca (cedido) | Chile | 1986      |
| → Ferroviarios (cedido)        | Chile | 1987      |
| → Unión San Felipe (cedido)    | Chile | 1990      |
| Unión Española                 | Chile | 1991      |
| FC Baden                       | Suiza | 1991      |
| Deportes Puerto Montt          | Chile | 1991      |
| Cobresal                       | Chile | 1992      |
| Deportes Antofagasta           | Chile | 1993      |
| Deportes La Serena             | Chile | 1993-1994 |
| Deportes Puerto Montt          | Chile | 1994      |
| Provincial Osorno              | Chile | 1994      |
| Santiago Wanderers             | Chile | 1995      |
| Unión Santa Cruz               | Chile | 1996      |

## Palmarés

### Campeonatos nacionales
| Título    | Club               | País  | Año  |
| --------- | ------------------ | ----- | ---- |
| Primera B | Santiago Wanderers | Chile | 1995 |